# محمدپاشا تکلو

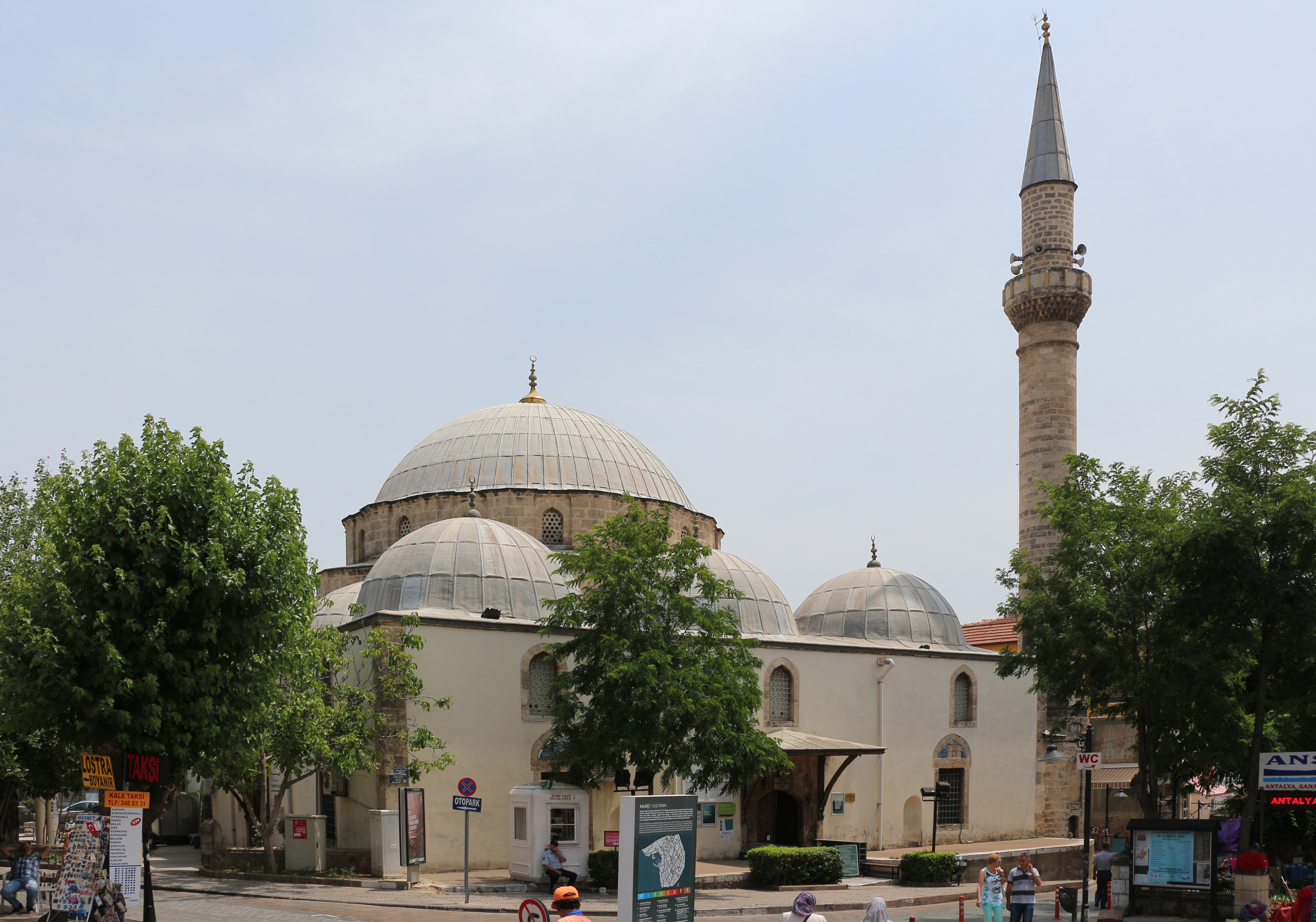
مسجد محمدپاشا تکلو در آنتالیا، ترکیه

محمدپاشا تکلو (ترکی استانبولی: Tekeli Lala Mehmed Paşa) (درگذشته ۲۸ نوامبر ۱۵۹۵) یک فرمانده نظامی عثمانی و وزیر اعظم امپراتوری عثمانی در زمان سلطنت محمد سوم بود.
وی در شهر گول‌مرمره (در استان مانیسا در ترکیه امروزی) در غرب آناتولی متولد شد و به منصب لَلِ‍ه (معلم خصوصی) برای سلطان مراد سوم و سپس پسرش سلطان محمد سوم  رسید. پس از ازدواج حمد پاشا تکلو با دختر حلیمه خاتون (دایه سلطان محمد سوم)، وی در سال ۱۵۹۵ در اولین سال سلطنت محمد سوم، به عنوان وزیر اعظم دربار عثمانی منصوب شد. اصل و نسب وی قرن‌ها ادامه داشت و تا حسین آوینی پاشا (افسر ارتش عثمانی و بعدها نماینده مجلس کبیر ترکیه) می‌رسد.
محمدپاشا به سیاه زخم مبتلا شد و در ۲۸ نوامبر ۱۵۹۵ درگذشت. وی را در گورستان مسجد وفا در استانبول به خاک سپردند. جانشین او خواجه سینان پاشا برای پنجمین بار به عنوان وزیر اعظم منصوب شد.